# نیش مرگ
نیش مرگ (به ژاپنی: 死の棘) فیلمی ژاپنی به کارگردانی کوهی اوگوری است که در سال ۱۹۹۰ منتشر شد. از بازیگران آن می‌توان به کیکو ماتسوزاکا و ایتوکو کیشیبه اشاره کرد. این فیلم در چهل و سومین دوره جشنواره فیلم کن برنده جایزه بزرگ شده‌است.